# Parc de Milan

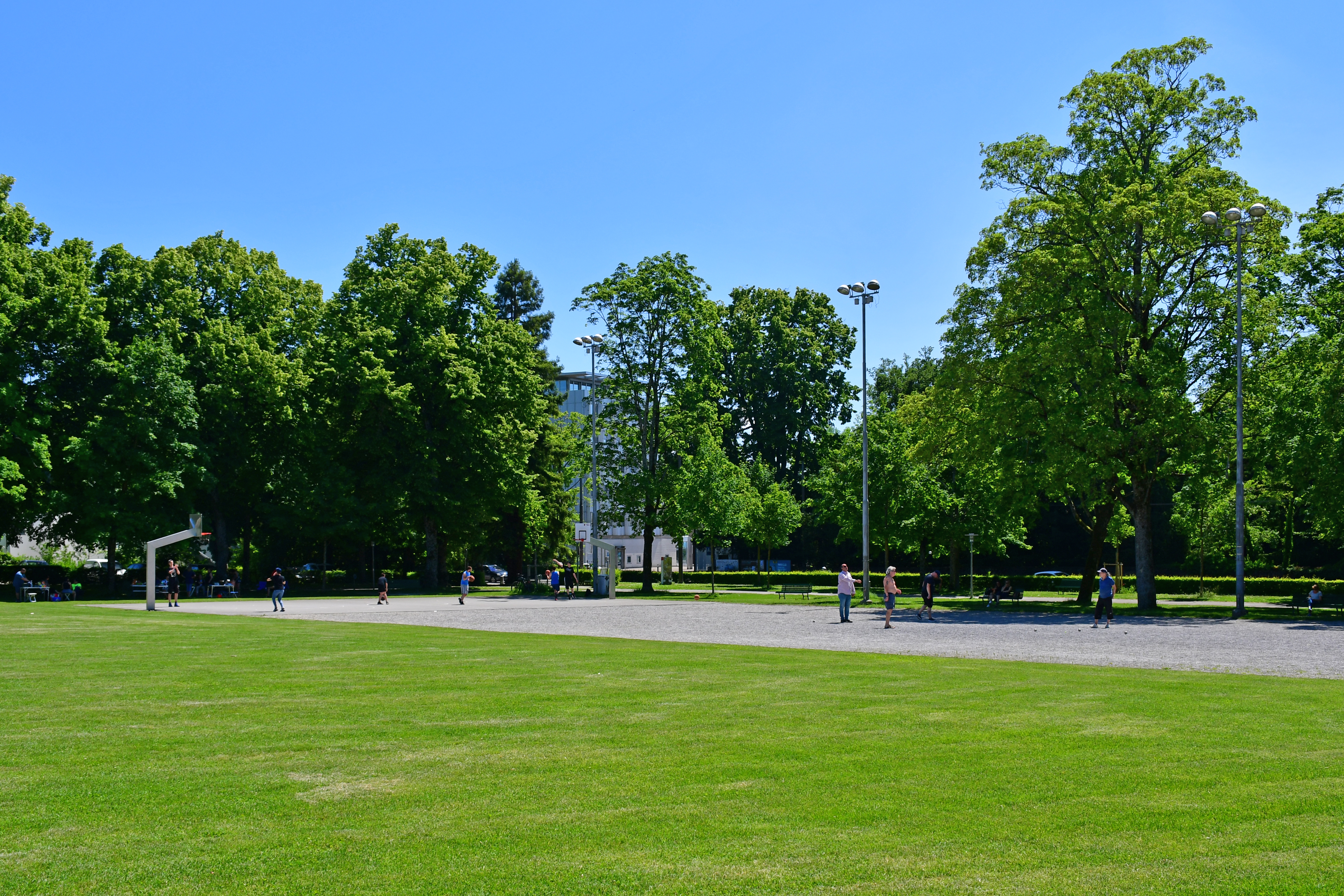
Im Parc de Milan

Der Parc de Milan, deutsch Mailänder Park, ist eine öffentliche Grünfläche im Zentrum der Stadt Lausanne in der Westschweiz.
Der Park entstand auf einem Gebiet, das die Stadt Lausanne 1894 vom Arzt und Politiker Auguste Verdeil erwarb und das damals noch ausserhalb der überbauten Stadtsiedlung lag. Den Namen Parc de Milan erhielt die Freifläche im Jahr 1906. Die Grünzone mit einer Fläche von etwa neun Hektar befindet sich in den Quartieren Montriond/Cour und Sous-Gare/Ouchy in der Mitte zwischen dem Bahnhof Lausanne und dem Ufer des Genfersees. Die Parkanlage umfasst im Westen eine weite offene Rasenfläche, die Place de Milan (deutsch Mailänder Platz) genannt wird, und den Hügel Crêt de Montriond im Osten. Die Fläche des Mailänder Platzes, der auf 415 m ü. M. liegt und im Nordwesten an die Avenue de Milan grenzt, ist von breiten Fusswegen unter einer Lindenallee erschlossen. Ein grosser runder Teich, Spielplätze und eine Pétanquebahn sind am Rand des grünen Platzes angelegt.
Der bewaldete Hügel Crêt de Montriond, entstanden aus einer eiszeitlichen Moräne des Rhonegletschers, erhebt sich 40 m hoch über die Umgebung. Fusswege führen bis auf das kleine Gipfelplateau, das eine schöne Aussicht über die Stadt Lausanne und den Genfersee bietet.
Am südlichen Fuss des Hügels liegt das Areal des Botanischen Gartens Lausanne. Daran schliessen im Osten Familiengärten an.